# Erwin Verstegen
Erwin Michael Marinius Chistinus Verstegen (* 20. März 1971 in Venray; † 5. März 1995 ebenda) war ein niederländischer Bogenschütze.

## Karriere
Erwin Verstegen wurde 1989 Halleneuropameister im Einzel. Darüber hinaus gewann er bei den Europameisterschaften 1990 im Einzel und mit der Mannschaft sowie bei den Weltmeisterschaften 1993 mit der Mannschaft jeweils Bronze. 
Bei den Olympischen Spielen 1992 in Barcelona belegte er sowohl im Einzelwettbewerb als auch im Mannschaftswettbewerb mit Henk Vogels und Bernard Camps den neunten Rang.
Seine Schwester Christel war ebenfalls als Bogenschützin aktiv.